# Luis Sabatel
Luis Sabatel – piłkarz urugwajski, pomocnik.
Jako piłkarz klubu Rampla Juniors wziął udział w turnieju Copa América 1946, gdzie Urugwaj zajął czwarte miejsce. Sabatel zagrał w czterech meczach - z Brazylią, Boliwią, Argentyną (w 77 minucie wyrzucił go z boiska brazylijski sędzia Mário Silveira Vianna) i Paragwajem.